# Списък на лунни астронавти
В периода 1967 – 1972 г. са били извършени 17 мисии на програмата „Аполо“ от които 6 полета (1969 – 1972 г.) са били с успешно кацане на Луната.
Общо 12 астронавти от САЩ са стъпвали на лунната повърхност: Нийл Армстронг, Едуин Олдрин, Чарлс Конрад, Алън Бийн, Алън Шепърд, Едгар Митчъл, Дейвид Скот, Джеймс Ъруин, Джон Йънг, Чарлс Дюк, Юджийн Сърнън и Харисън Шмит.
Нийл Армстронг е първият, а Юджийн Сърнън – последният човек, който е бил на Луната. При полета на „Аполо 17“ Сърнън е първият, който слиза от лунния модул и 11-и, който стъпва на Луната. В края на полета се прибира втори в модула и така остава последният човек, пребивавал на лунната повърхност.
Алън Шепърд е най-възрастният човек, стъпил на Луната на 47 години и 80 дни. Чарлс Дюк е бил най-младият, на възраст 36 години и 201 дни. Едуин Олдрин, Дейвид Скот, Чарлз Дюк и Харисън Шмит са все още живи към февруари 2019 г.; най-скоро е починал Алън Бийн. 
| Мисия          | Престой на Луната                                         | Астронавти | Астронавти                                                                    |
| -------------- | --------------------------------------------------------- | --- | ----------------------------------------------------------------------------- |
| Аполо 1        | —                                                         | - Върджил Грисъм (Virgil Grissom) – командир - Едуард Уайт (Ed White) – старши пилот - Роджър Чафи (Roger Chaffee) – пилот Екипажът загива при пожар в командния модул на Аполо 1 на 27 януари 1967 г. |                                                                               |
| Аполо 4, 5 & 6 | —                                                         | Безпилотни пробни мисии за използване на ракети-носители Сатурн V и Сатурн IB | Безпилотни пробни мисии за използване на ракети-носители Сатурн V и Сатурн IB |
| Аполо 7        | —                                                         | - Уоли Шира (Wally Schirra) – командир - Дон Айзъл (Donn Eisele) – пилот на командния модул - Уолтър Кънингам (Walter Cunningham) – пилот на лунния модул Първи полет с екипаж около Земята на 11 октомври 1968 г. |                                                                               |
| Аполо 8        | —                                                         | - Франк Борман (Frank Borman) – командир - Джеймс Ловел (James Lovell) – пилот на командния модул - Уилям Андерс (William Anders) – пилот на лунния модул Първи полет с екипаж до Луната с ракета-носител Сатурн V на 21 декември 1968 г. |                                                                               |
| Аполо 9        | —                                                         | - Джеймс Макдивит (James McDivitt) – командир - Дейвид Скот (David Scott) – пилот на командния модул - Ръсел Швейкарт (Russell Schweickart) – пилот на лунния модул Първи полет с екипаж около Земята, използвайки лунния модул на 3 март 1969 г. |                                                                               |
| Аполо 10       | —                                                         | - Томас Стафорд (Thomas Stafford) – командир - Джон Йънг (John W. Young) – пилот на командния модул - Юджийн Сернан (Eugene Cernan) – пилот на лунния модул Първи полет с екипаж около Луната, използвайки лунния модул на 18 май 1969 г. |                                                                               |
| Аполо 11       | 21 юли 1969 г. (21 часа 36 мин)                           | - Нийл Армстронг (Neil Armstrong) – командир - Майкъл Колинс (Michael Collins) – пилот на командния модул - Едуин „Бъз“ Олдрин (Edwin 'Buzz' Aldrin) – пилот на лунния модул Първи полет с екипаж, кацнал на Луната на 20 юли 1969 г. в Морето на спокойствието |                                                                               |
| Аполо 12       | 19 ноември 1969 г. – 20 ноември 1969 г. (31 часа 31 мин)  | - Чарлс Конрад (Charles „Pete“ Conrad) – командир - Ричард Гордън (Richard Gordon) – пилот на командния модул - Алън Бийн (Alan Bean) – пилот на лунния модул Първо планирано (целно, точно) кацане на Луната в Океана на бурите на 14 ноември 1969 г. |                                                                               |
| Аполо 13       | —                                                         | - Джеймс Ловел (James A. Lovell) – командир - Джон Суигърт (John Swigert) – пилот на командния модул, заместник на Томас „Кен“ Матингли (Ken Mattingly) от дублиращия екипаж - Фред Хейз (Fred Haise) – пилот на лунния модул Първи екипаж, претърпял авария извън земна орбита, успял да се завърне благополучно на Земята на 17 април 1970 г. след обиколка около Луната. |                                                                               |
| Аполо 14       | 5 февруари 1971 г. – 6 февруари 1971 г. (33 часа 14 мин)  | - Алън Шепърд (Alan Shepard) – командир - Стюард Руса (Stuart Roosa) – пилот на командния модул - Едгар Митчъл (Edgar Mitchell) – пилот на лунния модул 31 януари 1971 г. – 9 февруари 1971 г. |                                                                               |
| Аполо 15       | 31 юли 1971 г. – 2 август 1971 г. (66 часа 55 мин)        | - Дейвид Скот (David Scott) – командир - Алфред Уордън (Alfred Worden) – пилот на командния модул - Джеймс Ъруин (James Irwin) – пилот на лунния модул Първи използват лунен Роувър в мисията на Луната 26 юли 1971 г. – 7 август 1971 г. |                                                                               |
| Аполо 16       | 21 април 1972 г. – 24 април 1972 г. (71 часа 2 мин)       | - Джон Йънг (John W. Young) – командир - Томас „Кен“ Матингли (Thomas K. (Ken) Mattingly Jr.) – пилот на командния модул - Чарлс Дюк (Charles Duke Jr.) – пилот на лунния модул Първо кацане на планински лунен терен Descartes Highlands, 16 април 1972 г. – 27 април 1972 г.                                                                                              |                                                                               |
| Аполо 17       | 11 декември 1972 г. – 14 декември 1972 г. (75 часа 1 мин) | - Юджийн Сернан (Eugene Cernan) – командир - Роналд Еванс (Ron Evans) – пилот на командния модул - Харисън „Джак“ Шмит (Harrison „Jack“ Schmitt) – пилот на лунния модул Първо нощно изстрелване на „Аполо-Сатурн“ и първи учен геолог, посетил естествения спътник на Земята. 7 декември 1972 г. – 19 декември 1972 г.                                                     |                                                                               |